# سنكاسو

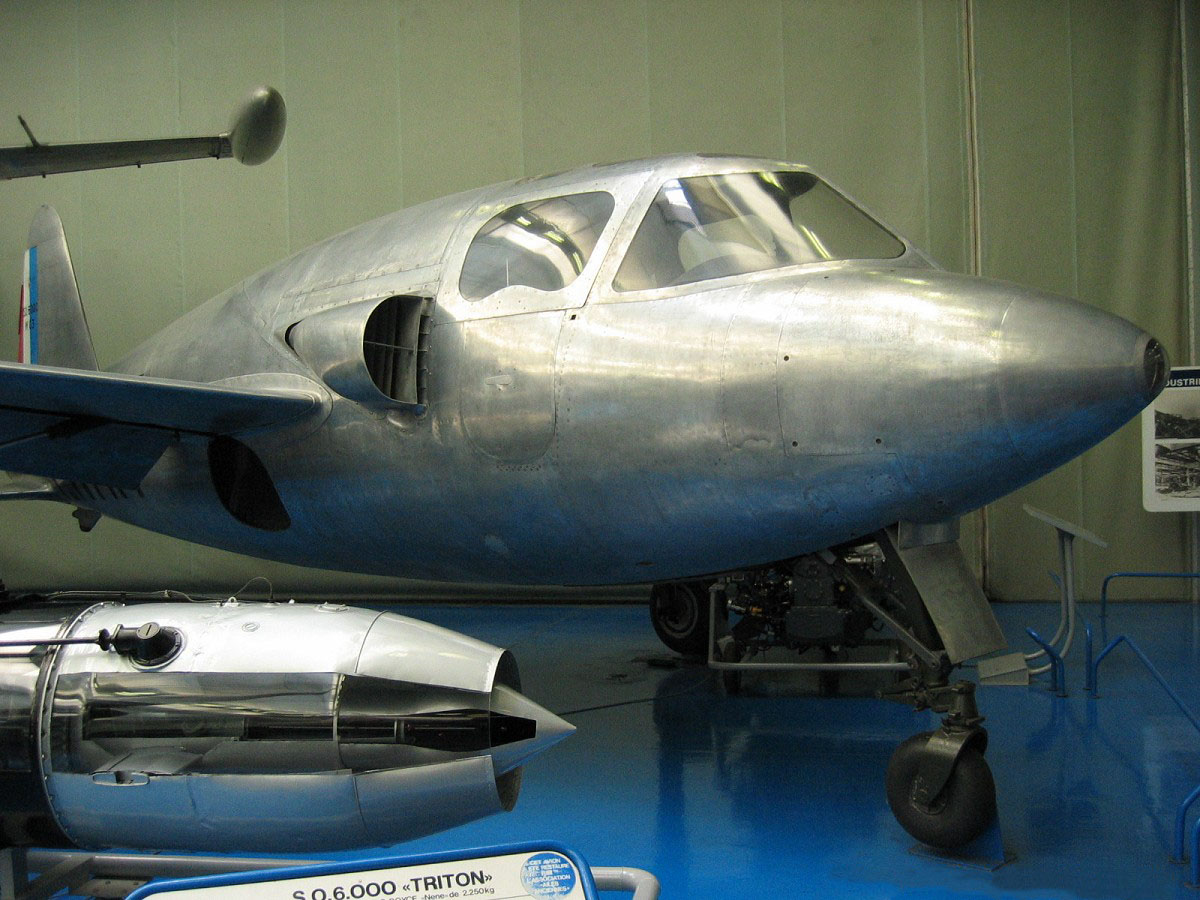
SO.6000 Triton n°3

سنكاسو (SNCASO) (اختصار لـ: الشركة الوطنية للإنشاءات إيرونوتيكز دو سود-أويست  Société nationale des constructions aéronautiques du sud-ouest، أو عادة، سود-أويست ، Sud-Ouest) كانت شركة فرنسية لصناعة الطائرات، تشكلت في 16 نوفمبر 1936، من اندماج مصانع بليريوت من سوريسنس ، بلوخ من فيلاكوبلاي وكوربوفوي ، و ساسو (سوسيت إيرونوتيكيو دو سود-أويست) من بوردو - ميريغناك ، و أوكا (UCA) (أوسين دي كونستروكشيون إيرونوتيكيو) من بوردو - بيغلز ، سوسيتيه إريان بورديليز (SAB) من بوردو - باكالان وليوري إت أوليفييه من روشيفورت. بالإضافة إلى ذلك، قامت شركة سنكاسو ببناء مصنع في ديولز في عام 1936.
في عام 1941، ستحواذت سنكاسو على أصول سنكاو.
في 1 مارس 1957، اندمجت شركة سنكاسو مع شركة سنكيس (سوسيته ناشيونال دي كونستروكشيونس إيرونوتيكس دو سود-إست) ، لتشكيل سود للطيران.

## منتجات الطائرات
- SO.30 Bretagne  [لغات أخرى]‏
- SNCASO SO.60C - عقد 1950، التخلي عن مشروع طائرة ركاب نفاثة ذات محركين
- SO.80 Biarritz  [لغات أخرى]‏
- SO.90 Corse  [لغات أخرى]‏
- SO.95 Corse II  [لغات أخرى]‏
- SO.177
- SO.1100 Ariel  [لغات أخرى]‏
- SO.1110 Ariel  [لغات أخرى]‏
- SO.1120 Ariel  [لغات أخرى]‏
- SO.1220 Djinn  [لغات أخرى]‏
- SO.1310 Farfardet  [لغات أخرى]‏
- SO.3050
- SO.4000
- فوتور
- SO.6000 Triton  [لغات أخرى]‏
- SO.6020 Espadon  [لغات أخرى]‏
- SO.7010 Pégase  [لغات أخرى]‏
- SO.7050 Deauville  [لغات أخرى]‏
- SO.7055 Deauville  [لغات أخرى]‏
- SO.7060 Deauville  [لغات أخرى]‏
- SO.8000 Narval  [لغات أخرى]‏
- SO.9000 Trident I  [لغات أخرى]‏
- SO.9050 Trident II  [لغات أخرى]‏
- SO.M-1
- SO.M-2
- SO.P-1 Ferblantine

## روابط خارجية
- SNCASO page on AviaFrance.